# Ấn Giang
Huyện tự trị dân tộc Thổ Gia và dân tộc Miêu Ấn Giang (chữ Hán giản thể: 印江土家族苗族自治县, bính âm: Yìnjiāng TǔjiāzúMiáozú Zìzhìxiàn) là một huyện thuộc địa cấp thị Đồng Nhân, tỉnh Quý Châu, Cộng hòa Nhân dân Trung Hoa. Huyện tự trị này có diện tích 1961 km2, dân số năm 2002 là 400.000 người, mã số bưu chính là 555200. Chính quyền huyện đóng tại trấn Nga Lĩnh.
Huyện tự trị này được chia thành các trấn: Nga Lĩnh, Dương Khê, Lãng Khê, Triền Khê, Hợp Thủy, Mộc Hoàng, Sa Tử Pha, Thiên Đường và Bản Khê; hương: Trung Bá, Sam Thụ, Đao Bá, Tân Nghiệp, Vĩnh Nghĩa, La Trường và Dương Liễu.